# Tom Kite
Tom Kite, född 9 december 1949 i McKinney, Texas, är en amerikansk golfspelare. Han började spela golf vid 6 års ålder och vann sin första tävling när han var 11 år.  
Kite blev professionell 1972 och har sedan dess varit en stabil spelare i penningligan. Han är känd för att vara en innovatör. Han var den förste att ha tre wedgar i sin golfbag, en av de första att använda sig av en idrottspsykolog och han var den förste att se fysisk träning som en förutsättning för att utveckla golfspelet. 
Kites närspel är magnifikt. Däremot är hans långa spel sämre, delvis beroende på att hans storlek gör det svårt att få längd på utslagen. Stabilitet är en av hans främsta egenskaper.
Han har 19 segrar på PGA-touren och var den förste spelaren på USA-touren som vann 6, 7, 8 och 9 miljoner dollar i intjänade pengar. Han har deltagit i sju Ryder Cup och var 1997 USA:s Ryder Cup-kapten.

## Meriter

### Majorsegrar
- 1992 US Open

### Segrar på PGA-touren
- 1976 IVB-Bicentennial Golf Classic
- 1978 B.C. Open
- 1981 American Motors Inverrary Classic
- 1982 Bay Hill Classic
- 1983 Bing Crosby National Pro-Am
- 1984 Doral-Eastern Open,  Georgia-Pacific Atlanta Golf Classic
- 1985 MONY Tournament of Champions
- 1986 Western Open
- 1987 Kemper Open
- 1989 Nestle Invitational,  The Players Championship, Nabisco Championship
- 1990 Federal Express St. Jude Classic
- 1991 Infiniti Tournament of Champions
- 1992  BellSouth Classic
- 1993 Bob Hope Chrysler Classic,  Nissan Los Angeles Open

### Segrar på Champions Tour
- 2000 The Countrywide Tradition,  SBC Senior Open
- 2001 Gold Rush Classic
- 2002 MasterCard Championship,  SBC Senior Classic,  Napa Valley Championship
- 2004 3M Championship

### Övriga segrar
- 1972 NCAA Championship
- 1974 Air New Zealand Open
- 1980 European Open
- 1981 JCPenney Classic (med Beth Daniel)
- 1987 Kirin Cup
- 1989 Dunhill Cup
- 1992 Shark Shootout (med Davis Love III)
- 1996 Oki Pro-Am, Franklin Templeton Shark Shootout (med Jay Haas)

## Utnämningar
- 1989 PGA of America Player of the Year, Order of Merit
- 1982 Vardon Trophy
- 1981 Golf Writers Association Player of the Year, Vardon Trophy, Order of Merit, Vardon Trophy
- 1979 Bob Jones Award
- 1973 Golf Digest Rookie of the Year